# Campeonato Sub-16 de la AFC 2016
El Campeonato Sub-16 de la AFC de 2016 fue la XVII edición del torneo organizado por la AFC, el país organizador este año fue India y se desarrolló entre el 15 de septiembre y el 2 de octubre de 2016. 
Los cuatro mejores equipos clasificaron directamente a la Copa Mundial de Fútbol Sub-17 de 2017 en India.
Un total de 45 países, entre ellos la India, participaron en la fase de clasificación.
Las 45 naciones fueron divididas en dos zonas de clasificación: Zona Oeste, que contó con 24 equipos y Zona Este con 21 equipos.
La Zona Oeste tuvo seis grupos de cuatro equipos, mientras que la Zona Este tuvo un grupo de cinco equipos y cuatro grupos de cuatro equipos.
Los once ganadores de grupo y los cuatro mejores segundos lugares, clasificaron para las finales con los anfitriones de la India quien recibió una clasificación automática.

## Ronda Clasificatoria
El sorteo de clasificación se celebró el 5 de junio de 2015. Un total de 45 equipos fueron sorteados en once grupos, con el ganador de cada grupo y los cuatro mejores finalistas clasificados para la fase final, junto con la India, que se clasificó automáticamente como anfitrión, pero también compitió en la fase de calificación.
La fase clasificatoria se jugó entre el 12 y el 20 de septiembre de 2015, excepto para el grupo H, que jugaron entre el 2 y el 6 de septiembre de 2015.
Nepal fue reemplazado por Kirguistán debido a que uno de sus jugadores cometió un fraude de edad.
El 12 de abril de 2016, el Comité de Competiciones de la AFC decidió que si la suspensión de la FIFA de la Asociación de Fútbol de Kuwait no fue levantada para el 13 de mayo de 2016, el siguiente equipo del ranking de la clasificación de la AFC sub-16 reemplazaría a Kuwait en la competición.
El 13 de mayo de 2016, el congreso de la FIFA confirmó la suspensión de Kuwait, y preguntó al Consejo de la FIFA si podía levantar la sanción tan pronto como los requisitos fueran cumplidos. Como resultado, Kuwait fue reemplazado por Yemen, el siguiente equipo del ranking de la competición.

## Sedes
El torneo se jugó en dos estadios diferentes del estado de Goa:
| India             | India           |
| ----------------- | --------------- |
| Margao            | Margao Bambolim |
| Estadio Fatorda   | Margao Bambolim |
| Capacidad: 19 000 | Margao Bambolim |
|                   | Margao Bambolim |
| Bambolim          | Margao Bambolim |
| Estadio GMC       | Margao Bambolim |
| Capacidad: 3 600  | Margao Bambolim |

## Sorteo
El sorteo para el torneo final fue celebrado el 26 de mayo de 2016, a las 15:00 IST (UTC+5:30), en Goa (aplazado del 4 de mayo de 2016). Los 16 equipos fueron sorteados en cuatro grupos de cuatro equipos. Los equipos fueron colocados según su actuación en la edición previa de 2014.
| Grupo 1                                                                | Grupo 2                       | Grupo 3                               | Grupo 4                                      |
| ---------------------------------------------------------------------- | ----------------------------- | ------------------------------------- | -------------------------------------------- |
| India (anfitrión; posición A1) Corea del Norte Corea del Sur Australia | Irán Malasia Japón Uzbekistán | Tailandia Arabia Saudita Omán Vietnam | Emiratos Árabes Unidos Yemen Kirguistán Irak |

## Fase de grupos

### Grupo A
| Pos. | Equipo             | Pts. | PJ | G | E | P | GF | GC | Dif. | Clasificación    |
| ---- | ------------------ | ---- | -- | - | - | - | -- | -- | ---- | ---------------- |
| 1    | Irán               | 7    | 3  | 2 | 1 | 0 | 7  | 3  | +4   | Cuartos de final |
| 2    | UAE                | 7    | 3  | 2 | 1 | 0 | 7  | 4  | +3   | Cuartos de final |
| 3    | Arabia Saudita (E) | 1    | 3  | 0 | 1 | 2 | 6  | 9  | −3   |                  |
| 4    | India (H, E)       | 1    | 3  | 0 | 1 | 2 | 5  | 9  | −4   |                  |

 Fuente: AFC
| 15 de septiembre de 2016 | Irán                                     | 3–2     | Arabia Saudita             | Pandit Jawarharlal Nehru Stadium, Margao              |                                                       |
|                          | Sayyad 47' · Ghaderi 69' · Asadabadi 70' | Reporte | Al-Beshe 4' · Al-Anazi 42' | Asistencia: 637 espectadores Árbitro(s): Kim Dae-yong | Asistencia: 637 espectadores Árbitro(s): Kim Dae-yong |

| 15 de septiembre de 2016 | India                     | 2–3     | UAE                               | Pandit Jawarharlal Nehru Stadium, Margao                   |                                                            |
|                          | Stalin 11' · Thangjam 36' | Reporte | Aydh 34' · Rashid 53' · Fawzi 74' | Asistencia: 1,014 espectadores Árbitro(s): Hiroyuki Kimura | Asistencia: 1,014 espectadores Árbitro(s): Hiroyuki Kimura |

| 18 de septiembre de 2016 | UAE        | 1–1     | Irán          | Pandit Jawarharlal Nehru Stadium, Margao               |                                                        |
|                          | Alazez 51' | Reporte | Asadabadi 49' | Asistencia: 412 espectadores Árbitro(s): Sukhbir Singh | Asistencia: 412 espectadores Árbitro(s): Sukhbir Singh |

| 18 de septiembre de 2016 | Arabia Saudita                      | 3–3     | India                                         | Pandit Jawarharlal Nehru Stadium, Margao           |                                                    |
|                          | Al-Dhuwayhi 34' · Al-Brikan 82' 83' | Reporte | Jadhav 6' · Chetri 22' · Wangjam 90+5' (pen.) | Asistencia: 4,137 espectadores Árbitro(s): Wang Di | Asistencia: 4,137 espectadores Árbitro(s): Wang Di |

| 21 de septiembre de 2016 | India | 0–3     | Irán                                          | Pandit Jawarharlal Nehru Stadium, Margao                     |                                                              |
|                          |       | Reporte | Ghaderi 23' · Sharifi 81' (pen.) 90+1' (pen.) | Asistencia: 5,892 espectadores Árbitro(s): Yaqoob Abdul Baki | Asistencia: 5,892 espectadores Árbitro(s): Yaqoob Abdul Baki |

| 21 de septiembre de 2016 | Arabia Saudita   | 1–3     | UAE                                       | GMC Stadium, Bambolim                                 |                                                       |
|                          | Al-Duraywish 65' | Reporte | Fawzi 42' · Ali Khamis 74' · Al Naqbi 81' | Asistencia: 700 espectadores Árbitro(s): Kim Dae-yong | Asistencia: 700 espectadores Árbitro(s): Kim Dae-yong |

### Grupo B
| Pos. | Equipo         | Pts. | PJ | G | E | P | GF | GC | Dif. | Clasificación    |
| ---- | -------------- | ---- | -- | - | - | - | -- | -- | ---- | ---------------- |
| 1    | Japón          | 9    | 3  | 3 | 0 | 0 | 21 | 0  | +21  | Cuartos de final |
| 2    | Vietnam        | 6    | 3  | 2 | 0 | 1 | 6  | 10 | −4   | Cuartos de final |
| 3    | Kirguistán (E) | 3    | 3  | 1 | 0 | 2 | 2  | 11 | −9   |                  |
| 4    | Australia (E)  | 0    | 3  | 0 | 0 | 3 | 2  | 10 | −8   |                  |

 Fuente: AFC
| 16 de septiembre de 2016 | Australia | 0–1     | Kirguistán           | GMC Stadium, Bambolim                                     |                                                           |
|                          |           | Reporte | Kanybekov 76' (pen.) | Asistencia: 100 espectadores Árbitro(s): Sivakorn Pu-udom | Asistencia: 100 espectadores Árbitro(s): Sivakorn Pu-udom |

| 16 de septiembre de 2016 | Japón                                                                      | 7–0     | Vietnam | GMC Stadium, Bambolim                                |                                                      |
|                          | Kubo 16' 64' · Fukuoka 24' 51' · Miyashiro 40' · Kemmotsu 79' · Yamada 85' | Reporte |         | Asistencia: 100 espectadores Árbitro(s): Aziz Asimov | Asistencia: 100 espectadores Árbitro(s): Aziz Asimov |

| 19 de septiembre de 2016 | Kirguistán | 0–8     | Japón                                                                                | GMC Stadium, Bambolim                                      |                                                            |
|                          |            | Reporte | Tanahashi 34' 54' 80' (pen.) · Kubo 42' 90+2' · Nakamura 43' 52' · Suzuki 56' (pen.) | Asistencia: 250 espectadores Árbitro(s): Yaqoob Abdul Baki | Asistencia: 250 espectadores Árbitro(s): Yaqoob Abdul Baki |

| 19 de septiembre de 2016 | Vietnam                                         | 3–2     | Australia       | GMC Stadium, Bambolim                                        |                                                              |
|                          | Nguyễn Hữu Thắng 51' 61' · Nguyễn Duy Khiêm 86' | Reporte | Roberts 18' 28' | Asistencia: 1,467 espectadores Árbitro(s): Masoud Tufayelieh | Asistencia: 1,467 espectadores Árbitro(s): Masoud Tufayelieh |

| 22 de septiembre de 2016 | Australia | 0–6     | Japón                                                                      | GMC Stadium, Bambolim                                     |                                                           |
|                          |           | Reporte | Kozuki 4' 82' · Miyashiro 54' · Sehata 56' · Matsumoto 64' · Tanahashi 86' | Asistencia: 430 espectadores Árbitro(s): Sivakorn Pu-udom | Asistencia: 430 espectadores Árbitro(s): Sivakorn Pu-udom |

| 22 de septiembre de 2016 | Vietnam                                                                | 3–1     | Kirguistán   | Pandit Jawarharlal Nehru Stadium, Margao                  |                                                           |
|                          | Nguyễn Khắc Khiêm 20' · Maksat 81' (a.g.) · Nguyễn Trần Việt Cường 88' | Reporte | Gulzhigit 6' | Asistencia: 355 espectadores Árbitro(s): Khamis Al-Kuwari | Asistencia: 355 espectadores Árbitro(s): Khamis Al-Kuwari |

### Grupo C
| Pos. | Equipo            | Pts. | PJ | G | E | P | GF | GC | Dif. | Clasificación    |
| ---- | ----------------- | ---- | -- | - | - | - | -- | -- | ---- | ---------------- |
| 1    | Omán              | 5    | 3  | 1 | 2 | 0 | 4  | 1  | +3   | Cuartos de final |
| 2    | Irak              | 5    | 3  | 1 | 2 | 0 | 4  | 3  | +1   | Cuartos de final |
| 3    | Corea del Sur (E) | 4    | 3  | 1 | 1 | 1 | 4  | 2  | +2   |                  |
| 4    | Malasia (E)       | 1    | 3  | 0 | 1 | 2 | 1  | 7  | −6   |                  |

 Fuente: AFC
| 16 de septiembre de 2016 | Corea del Sur        | 1–2     | Irak                                       | Pandit Jawarharlal Nehru Stadium, Margao                 |                                                          |
|                          | Jeong Chan-young 43' | Reporte | Muntadher Mohammed 45+2' (pen.) 50' (pen.) | Asistencia: 462 espectadores Árbitro(s): Rowan Arumughan | Asistencia: 462 espectadores Árbitro(s): Rowan Arumughan |

| 16 de septiembre de 2016 | Malasia | 0–3     | Omán                                       | Pandit Jawarharlal Nehru Stadium, Margao                   |                                                            |
|                          |         | Reporte | Al-Alawi 20' (pen.) 78' · Malki 63' (pen.) | Asistencia: 341 espectadores Árbitro(s): Mooud Bonyadifard | Asistencia: 341 espectadores Árbitro(s): Mooud Bonyadifard |

| 19 de septiembre de 2016 | Irak            | 1–1     | Malasia          | Pandit Jawarharlal Nehru Stadium, Margao                |                                                         |
|                          | Ridha Jalil 43' | Reporte | Aliff Haiqal 86' | Asistencia: 46 espectadores Árbitro(s): Hiroyuki Kimura | Asistencia: 46 espectadores Árbitro(s): Hiroyuki Kimura |

| 19 de septiembre de 2016 | Omán | 0–0     | Corea del Sur | Pandit Jawarharlal Nehru Stadium, Margao             |                                                      |
|                          |      | Reporte |               | Asistencia: 812 espectadores Árbitro(s): Aziz Asimov | Asistencia: 812 espectadores Árbitro(s): Aziz Asimov |

| 22 de septiembre de 2016 | Corea del Sur                                                   | 3–0     | Malasia | Pandit Jawarharlal Nehru Stadium, Margao             |                                                      |
|                          | Park Jeong-in 4' · Cheon Seong-hoon 14' (pen.) · Ko Jun-Hee 84' | Reporte |         | Asistencia: 231 espectadores Árbitro(s): Aziz Asimov | Asistencia: 231 espectadores Árbitro(s): Aziz Asimov |

| 22 de septiembre de 2016 | Omán         | 1–1     | Irak       | GMC Stadium, Bambolim                              |                                                    |
|                          | Al Alawi 90' | Reporte | Dawood 37' | Asistencia: 1,106 espectadores Árbitro(s): Wang Di | Asistencia: 1,106 espectadores Árbitro(s): Wang Di |

### Grupo D
| Pos. | Equipo          | Pts. | PJ | G | E | P | GF | GC | Dif. | Clasificación    |
| ---- | --------------- | ---- | -- | - | - | - | -- | -- | ---- | ---------------- |
| 1    | Uzbekistán      | 9    | 3  | 3 | 0 | 0 | 9  | 4  | +5   | Cuartos de final |
| 2    | Corea del Norte | 6    | 3  | 2 | 0 | 1 | 7  | 4  | +3   | Cuartos de final |
| 3    | Yemen (E)       | 1    | 3  | 0 | 1 | 2 | 1  | 4  | −3   |                  |
| 4    | Tailandia (E)   | 1    | 3  | 0 | 1 | 2 | 5  | 10 | −5   |                  |

 Fuente: AFC
| 17 de septiembre de 2016 | Corea del Norte      | 2–0     | Yemen | GMC Stadium, Bambolim                                      |                                                            |
|                          | Kim Pom-hyok 61' 75' | Reporte |       | Asistencia: 35 espectadores Árbitro(s): Çarymyrat Kurbanow | Asistencia: 35 espectadores Árbitro(s): Çarymyrat Kurbanow |

| 17 de septiembre de 2016 | Uzbekistán                                                                              | 5–3     | Tailandia                     | GMC Stadium, Bambolim                                       |                                                             |
|                          | Muydinov 24' (pen.) · Yuldoshov 45+2' (pen.) 89' · Wudtichai 57' (a.g.) · Abdullaev 82' | Reporte | Jinnawat 2' · Arnon 58' 90+4' | Asistencia: 1,300 espectadores Árbitro(s): Khamis Al-Kuwari | Asistencia: 1,300 espectadores Árbitro(s): Khamis Al-Kuwari |

| 20 de septiembre de 2016 | Yemen | 0–1     | Uzbekistán     | GMC Stadium, Bambolim                                    |                                                          |
|                          |       | Reporte | Sobirjonov 69' | Asistencia: 550 espectadores Árbitro(s): Rowan Arumughan | Asistencia: 550 espectadores Árbitro(s): Rowan Arumughan |

| 20 de septiembre de 2016 | Tailandia    | 1–4     | Corea del Norte                              | GMC Stadium, Bambolim                                        |                                                              |
|                          | Hassawat 69' | Reporte | Kye Tam 41' (pen.) 63' 67' · Ri Kang-guk 79' | Asistencia: 1,150 espectadores Árbitro(s): Mooud Bonyadifard | Asistencia: 1,150 espectadores Árbitro(s): Mooud Bonyadifard |

| 23 de septiembre de 2016 | Corea del Norte | 1–3     | Uzbekistán                                    | GMC Stadium, Bambolim                                      |                                                            |
|                          | Ri Kang-guk 75' | Reporte | Umrzakov 49' · Yuldoshov 62' · Ganikhonov 68' | Asistencia: 973 espectadores Árbitro(s): Masoud Tufayelieh | Asistencia: 973 espectadores Árbitro(s): Masoud Tufayelieh |

| 23 de septiembre de 2016 | Tailandia      | 1–1     | Yemen               | Pandit Jawaharlal Nehru Stadium, Margao                     |                                                             |
|                          | Natthaphon 47' | Reporte | Hassawat 27' (a.g.) | Asistencia: 377 espectadores Árbitro(s): Çarymyrat Kurbanow | Asistencia: 377 espectadores Árbitro(s): Çarymyrat Kurbanow |

## Segunda fase
|  | Cuartos de final      | Cuartos de final      |                 |          | Semifinales      | Semifinales      |  |      | Final        | Final        |  |
|  | 25 y 26 de septiembre | 25 y 26 de septiembre |                 |          | 29 de septiembre | 29 de septiembre |  |      | 2 de octubre | 2 de octubre |  |
|  |                       |                       |                 |          |                  |                  |  |      |              |              |  |
|  |                       |                       |                 |          |                  |                  |  |      |              |              |  |
|  | Irán                  | 5                     |                 |          |                  |                  |  |      |              |              |  |
|  | Irán                  | 5                     |                 |          |                  |                  |  |      |              |              |  |
|  | Vietnam               | 0                     |                 |          |                  |                  |  |      |              |              |  |
|  | Vietnam               | 0                     |                 | Irán (p) | 1 (6)            |                  |  |      |              |              |  |
|  |                       |                       |                 | Irán (p) | 1 (6)            |                  |  |      |              |              |  |
|  |                       |                       | Corea del Norte | 1 (5)    |                  |                  |  |      |              |              |  |
|  | Omán                  | 1 (2)                 | Corea del Norte | 1 (5)    |                  |                  |  |      |              |              |  |
|  | Omán                  | 1 (2)                 |                 |          |                  |                  |  |      |              |              |  |
|  | Corea del Norte (p)   | 1 (4)                 |                 |          |                  |                  |  |      |              |              |  |
|  | Corea del Norte (p)   | 1 (4)                 |                 |          |                  |                  |  | Irán | 0 (3)        |              |  |
|  |                       |                       |                 |          |                  |                  |  | Irán | 0 (3)        |              |  |
|  |                       |                       | Irak (p)        | 0 (4)    |                  |                  |  |      |              |              |  |
|  | Japón                 | 1                     | Irak (p)        | 0 (4)    |                  |                  |  |      |              |              |  |
|  | Japón                 | 1                     |                 |          |                  |                  |  |      |              |              |  |
|  | UAE                   | 0                     |                 |          |                  |                  |  |      |              |              |  |
|  | UAE                   | 0                     |                 | Japón    | 2                |                  |  |      |              |              |  |
|  |                       |                       |                 | Japón    | 2                |                  |  |      |              |              |  |
|  |                       |                       | Irak            | 4        |                  |                  |  |      |              |              |  |
|  | Uzbekistán            | 0                     | Irak            | 4        |                  |                  |  |      |              |              |  |
|  | Uzbekistán            | 0                     |                 |          |                  |                  |  |      |              |              |  |
|  | Irak                  | 2                     |                 |          |                  |                  |  |      |              |              |  |
|  | Irak                  | 2                     |                 |          |                  |                  |  |      |              |              |  |
|  |                       |                       |                 |          |                  |                  |  |      |              |              |  |

### Cuartos de final
| 25 de septiembre de 2016, 16:00 | Irán                                                           | 5:0     | Vietnam | Pandit Jawaharlal Nehru Stadium, Margao                  |                                                          |
|                                 | Sayyad 30' 72' · Ghaderi 47' · Asadabadi 62' · Khodamoradi 69' | Reporte |         | Asistencia: 557 espectadores Árbitro(s): Hiroyuki Kimura | Asistencia: 557 espectadores Árbitro(s): Hiroyuki Kimura |

| 25 de septiembre de 2016, 20:00 | Japón    | 1:0     | Emiratos Árabes Unidos | GMC Stadium, Bambolim                                        |                                                              |
|                                 | Seko 31' | Reporte |                        | Asistencia: 2.428 espectadores Árbitro(s): Mooud Bonyadifard | Asistencia: 2.428 espectadores Árbitro(s): Mooud Bonyadifard |

| 26 de septiembre de 2016, 16:00 | Omán                                         | 1:1 (t. s.)(2:4 p.)        | Corea del Norte                                              | Estadio Rajamangala, Bangkok                           |                                                        |
|                                 | Al Jahdhami 80 '                             | Reporte                    | Kim Pom-hyok 84 '                                            | Asistencia: 655 espectadores Árbitro(s): Sukhbir Singh | Asistencia: 655 espectadores Árbitro(s): Sukhbir Singh |
|                                 |                                              | Tiros desde el punto penal |                                                              |                                                        |                                                        |
|                                 | Al-Alawi · Al-Qaidi · Al Malki · Al Jahdhami |                            | Kye Tam · Yun Min · Kim Kyong-sok · Cha Kwang · Kim Pom-hyok |                                                        |                                                        |

| 26 de septiembre de 2016, 19:00 | Uzbekistán | 0:2     | Irak          | GMC Stadium, Bambolin                              |                                                    |
|                                 |            | Reporte | Dawood 7' 79' | Asistencia: 1.673 espectadores Árbitro(s): Wang Di | Asistencia: 1.673 espectadores Árbitro(s): Wang Di |

### Semifinales
| 29 de septiembre de 2016, 16:00 | Japón          | 2:4     | Irak                                               | Pandit Jawaharlal Nehru Stadium, Margao                    |                                                            |
|                                 | Yamada 29' 42' | Reporte | Dawood 18' 81' (pen.) 90+4' (pen.) · Abdulsada 67' | Asistencia: 1.542 espectadores Árbitro(s): Rowan Arumughan | Asistencia: 1.542 espectadores Árbitro(s): Rowan Arumughan |

| 29 de septiembre de 2016, 19:00 | Irán                                                                        | 1:1 (6:5 p.)               | Corea del Norte                                                                               | GMC Stadium, Bambolin                                  |                                                        |
|                                 | Sharifi 19'                                                                 | Reporte                    | Kye Tam 80' (pen.)                                                                            | Asistencia: 1.014 espectadores Árbitro(s): Aziz Asimov | Asistencia: 1.014 espectadores Árbitro(s): Aziz Asimov |
|                                 |                                                                             | Tiros desde el punto penal |                                                                                               |                                                        |                                                        |
|                                 | Sharifi · Esmaeilzadeh · Ahani · Khodamoradi · Asadabadi · Shariati · Zadeh |                            | Kye Tam · Yun Min · Kim Chung-jin · Cha Kwang · Kim Pom-hyok · Paek kwang-min · Kim Kyong-sok |                                                        |                                                        |

### Final
| 2 de octubre de 2016, 18:00 | Irán                                                | 0:0 (t. s.)(3:4 p.)        | Irak                                         | GMC Stadium, Bambolin                              |                                                    |
|                             |                                                     | Reporte                    |                                              | Asistencia: 2.237 espectadores Árbitro(s): Wang Di | Asistencia: 2.237 espectadores Árbitro(s): Wang Di |
|                             |                                                     | Tiros desde el punto penal |                                              |                                                    |                                                    |
|                             | Sharifi · Namdari · Ahani · Shariati · Esmaeilzadeh |                            | Omar · Abdulsada · Radha · Mohammed · Dawood |                                                    |                                                    |

## Campeón
| Bandera de Irak |
| Campeón Irak    |
| Primer título   |

## Clasificados a laCopa Mundial de Fútbol Sub-17 de 2017
| Bandera de la India | Bandera de Irak | Bandera de Irán   | Bandera de Japón      | Bandera de Corea del Norte      |
| India (Anfitrión)   | Irak (Campeón)  | Irán (Subcampeón) | Japón (Semifinalista) | Corea del Norte (Semifinalista) |

## Goleadores
6 goles
- Mohammed Dawood

4 goles
- Takefusa Kubo
- Akito Tanahashi
- Kye Tam

3 goles
- Alireza Asadabadi
- Allahyar Sayyad
- Mohamad Sharifi
- Mohammad Ghaderi
- Hiroto Yamada
- Arshad Al-Alawi
- Kim Pom-hyok
- Rasul Yuldoshov

2 goles
- John Roberts
- Muntadher Mohammed
- Shimpei Fukuoka
- Soichiro Kozuki
- Taisei Miyashiro
- Keito Nakamura
- Ri Kang-guk
- Feras Al-Brikan
- Arnon Prasongporn
- Ahmad Fawzi
- Nguyễn Hữu Thắng

1 gol
- Aman Chetri
- Aniket Anil Jadhav
- Sanjeev Stalin
- Boris Singh Thangjam
- Suresh Singh Wangjam
- Amir Khodamoradi
- Mohammed Ridha Jalil
- Muntadher Abdulsada
- Takuma Kemmotsu
- Nagi Matsumoto
- Gijo Sehata
- Ayumu Seko
- Toichi Suzuki
- Dhari Al-Anazi
- Mansor Al-Beshe
- Abdulaziz Al-Dhuwayhi
- Nawaf Al-Duraywish
- Kanybekov Adilet
- Alykulov Gulzhigit
- Cheon Seong-Hoon
- Jeong Chan-young
- Ko Jun-Hee
- Park Jeong-In
- Aliff Haiqal
- Muadh Al Jahdhami
- Yousuf Al Malki
- Jinnawat Russamee
- Natthaphon Srisawat
- Hassawat Nopnate
- Abdullah Al Naqbi
- Abed Alazez Dawod
- Ali Khamis
- Majid Rashid
- Manea Aydh
- Ibrokhim Ganikhonov
- Abubakir Muydinov
- Mardon Abdullaev
- Asadbek Sobirjonov
- Jasurbek Umrzakov
- Nguyễn Duy Khiêm
- Nguyễn Khắc Khiêm
- Nguyễn Trần Việt Cường

1 autogol
- Dzhakybaliev Maksat (contra Vietnam)
- Wudtichai Kumkeam (contra Uzbekistán)
- Hassawat Nopnate (contra Yemen)

Referencia: The-afc.com